# Batalla de Adramitio
La batalla de Adramitio ocurrió el 19 de marzo de 1205 entre los cruzados latinos y el Imperio griego de Nicea, uno de los reinos establecidos después de la caída de Constantinopla por la Cuarta Cruzada en 1204. El resultado fue una victoria completa para los latinos. Hay dos relatos de la batalla, uno por Godofredo de Villehardouin, y el otro por Nicetas Choniates, que difieren de manera significativa.

## Relato de Villehardouin
Enrique de Flandes, el hermano del emperador Balduino I de Constantinopla, fue animado por los armenios de hacerse con la ciudad de Adramitio. Salió de Abidos, después de dejar una guarnición en la ciudad, y cabalgó durante dos días antes de acampar frente a Adramitio. La ciudad pronto se rindió, y Enrique procedió a ocupar la ciudad y utilizándolo como base para atacar a los bizantinos.
Teodoro Láscaris, que había sido afectado por su derrota en Pemaneno, recogió una gran cantidad de gente en toda Nicea y reunió un gran ejército. Dio el mando de esta fuerza a su hermano, Constantino, quien fue enviado de inmediato a Adramitio. Enrique de Flandes había recibido la noticia de los armenios que una gran fuerza bizantina marchaba en su contra, así que preparó a sus escasas fuerzas lo mejor que pudo.
El 19 de marzo de 1205, Constantino apareció ante las murallas de la ciudad. Enrique, negándose a permanecer atrapado detrás de los muros de Adramitio, abrió las puertas y salió con su caballería pesada. Ambas partes participaron en un cerrado combate cuerpo a cuerpo, con la victoria cayendo en favor de los francos, que mataron o capturaron gran parte del ejército bizantino. Los francos pasaron a capturar una gran cantidad de armamento y tesoros durante las consecuencias.

## Relato de Choniates
Según Nicetas Choniates, el comandante de las fuerzas bizantinas no fue Constantino Láscaris, sino Teodoro Mangaphas, un usurpador que gobernaba la ciudad de Filadelfia. Alentado por la noticia de una victoria contra los latinos, Teodoro marchó contra Enrique que estaba en Adramitio. Al principio tomó por sorpresa a Enrique, causándole una gran consternación a causa de sus grandes fuerzas. Enrique, convencido de que tenía que hacer un intento desesperado, preparó su caballería para la batalla, y levantó sus lanzas a la espera del ataque bizantino. Pero los bizantinos se mostraron reacios a asumir la iniciativa para la batalla, y fueron apáticos y lentos en repeler las cargas de caballería. A una señal dada, Enrique saltó delante de los demás y se dirigió en su caballo por el centro de sus filas, mientras que su caballería, acostando sus lanzas y elevando el grito de guerra, dispersó a los bizantinos y presionó sobre ellos cuando se retiraban. Un gran número de bizantinos fueron talados, con su caballería huyendo y abandonando la infantería a una masacre y cautiverio.

## Reconciliación de los relatos
Los historiadores posteriores han intentado resolver la aparente discrepancia entre las dos fuentes. La mayoría de ellos han supuesto que hubo dos intentos separados para obligar a Enrique de Flandes a salir de Adramitio, el primero por Láscaris que fracasó, y el segundo intento por Mangaphas, en un plazo muy corto de tiempo a principios de 1205.